# Малоалександровский сельский совет (Верхнеднепровский район)
Малоалександровский сельский совет (укр. Малоолександрівська сільська рада) — входит в состав
Верхнеднепровского района
Днепропетровской области
Украины.
Административный центр сельского совета находится в 
с. Малоалександровка.

## Населённые пункты совета
- с. Малоалександровка
- с. Адалимовка
- с. Граново
- с. Дубовое
- с. Калиновка
- с. Петровка
- с. Полевское
- с. Саксагань